# En moi
En moi è un cortometraggio francese del 2016 scritto, diretto e prodotto da Laetitia Casta, al suo debutto come regista. È interpretato da Yvan Attal e Lara Stone.
La pellicola è stata presentata alla serata di chiusura della Settimana internazionale della critica della 55ª edizione del Festival di Cannes.

## Trama
L'opera costituisce un esempio di mise en abyme cinematografica: un regista, impersonato da Yvan Attal, cerca infatti ansiosamente l'ispirazione per il suo nuovo film ambientato tra le misteriose architetture delle sale di Palais Garnier.

## Produzione
Il film è stato prodotto dalla Allarosa Production fondata da Laetitia Casta e co-prodotto con la Films Grand Huit di Lionel Massol e Pauline Seigland. Casta ha scritto il film assieme a Maud Ameline.

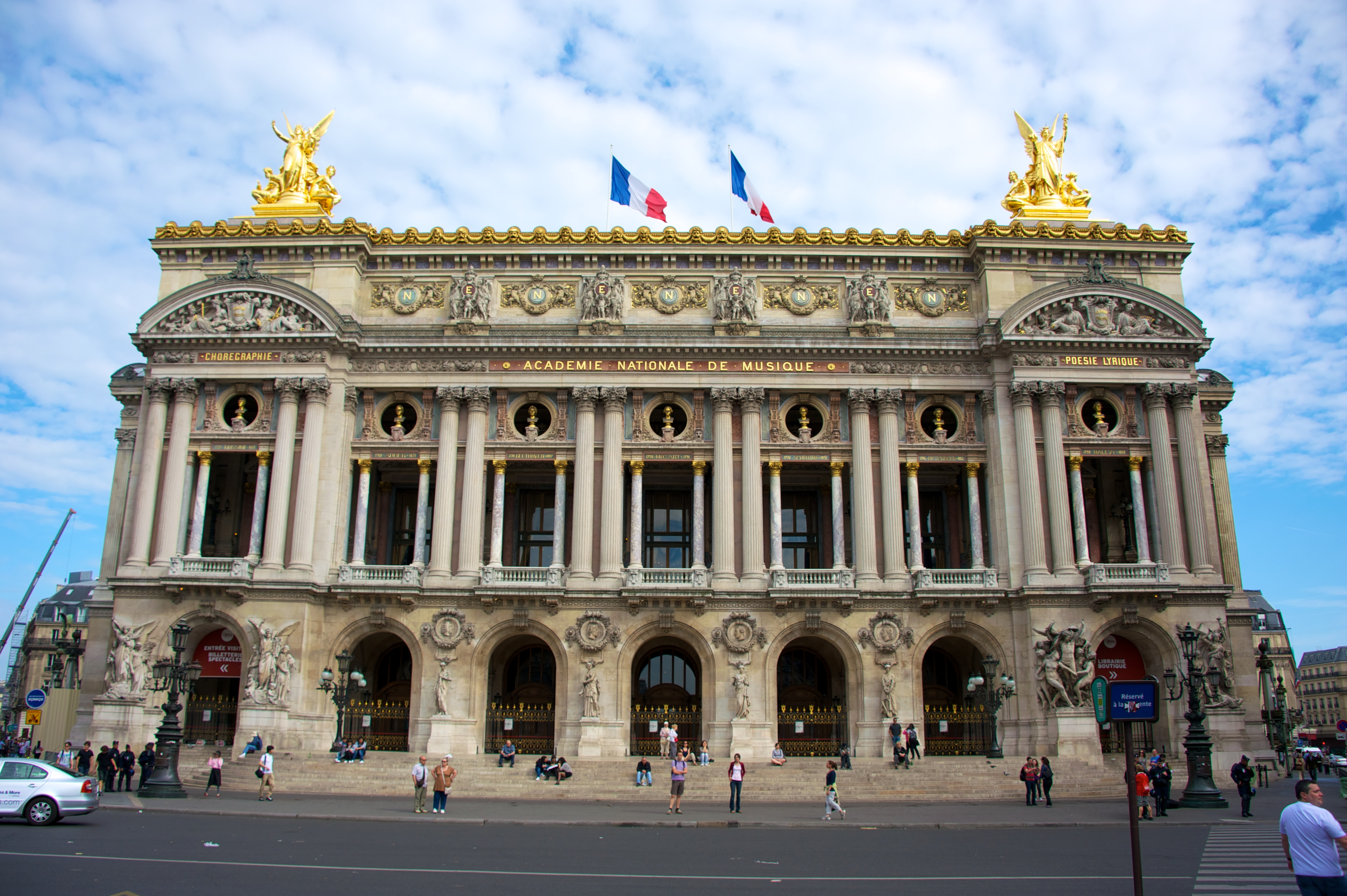
Opéra Garnier, dove è stato girato il film.

Il film è stato girato all'Opéra Garnier di Parigi.

### Colonna sonora
La colonna sonora del film è stata composta da Koudlam.

## Distribuzione
È stato presentato in anteprima il 19 maggio 2016 al 55º Festival di Cannes, nel corso della Settimana internazionale della critica, dove è stato uno dei tre film di chiusura della sezione.